# Corazzata spaziale Yamato
Corazzata spaziale Yamato (宇宙戦艦ヤマト?, Uchū senkan Yamato) è un film d'animazione del 1977 diretto da Toshio Masuda.
Si tratta del primo film ispirato alla serie televisiva anime Star Blazers. È stato proiettato nelle sale giapponesi il 6 agosto 1977 ed è costato 200.000.000 yen.
A differenza dei film che seguiranno a questo, questo lungometraggio è un film d'assemblaggio della serie, realizzato utilizzando vari spezzoni relativi all'arco narrativo di Iscandar. Originariamente il film aveva un finale inedito realizzato appositamente per il film, nel quale Starsha moriva prima che la Yamato raggiungesse Iscandar. Questo finale fu rimosso per la trasmissione televisiva, ed è stato recuperato in anni più recenti per la pubblicazione del film in DVD. Nei paesi in lingua inglese il film è conosciuto con il titolo Space Cruiser.

## Trama
In un lontano futuro, la guerra fra la razza umana e gli alieni conosciuti come Gamilons ha completamente distrutto la Terra. Asteroidi radioattivi hanno devastato il pianeta rendendo la sua atmosfera inabitabile. In un tentativo di salvare la Terra, la regina Starsha del pianeta Iscandar offre alle forze terrestri una tecnologia in grado di neutralizzare totalmente le radiazioni.
Per poter recuperare questa tecnologia, la corazzata spaziale Yamato, costruita sulla base dei resti di un relitto della seconda guerra mondiale, viene fatta partire per lo spazio in un viaggio verso un luogo distante 148.000 anni luce. L'equipaggio della Yamato ha un solo anno terrestre per giungere a Iscandar e tornare sulla Terra, o la razza umana si estinguerà.